# 성진 (소설가)
성진(본명 박성진, 1980년 2월 9일 ~ ) 은 대한민국의 판타지 소설 작가이다. 초월자(超越者)를 첫작으로 냈으며 2005년에 시작을 했다. 판타지 소설외에도 수신회위 라는 무협 소설도 필하였다.

## 작품

### 초월자(超越者)
1권 ~ 4권까지 연재를 했으며 2005년에 초기 발행했다. 장르는 퓨전 판타지 소설이다
- ISBN :: 9788959240869 (1권)
- ISBN :: 9788959240876 (2권)
- ISBN :: 9788959241569 (3권)
- ISBN :: 9788959242320 (4권)

### 더 원 (THE ONE)
1권 ~ 7권까지 연재를 했으며 2005년에 초기 발행하고 2006년에 완결을 했다. 장르는 게임 판타지 소설이다

### 크래쉬 (CRASH)
1권 ~ 7권까지 연재를 했으며 2006년에 초기 발행하고 2007년에 완결을 했다. 장르는 판타지 소설이다.

### 수신호위 (守身護衛)
1권 ~ 5권까지 연재를 했으며 2007년에 초기 발행하고 현재 미완결. 장르는 무협이다. 초기 문피아에서 연재를 했다.

### 더로드(The Lord)
1권 ~ 10권까지 연재를 했으며 2008년에 초기 발행하고 2010년에 완결을 했다. 초기 문피아에서 연재를 했다. 장르는 게임 판타지 소설이다
작가님이 더로드 2부를 준비중이라고 함

### 검과 마법의 노래(The song of Sword & Magic)
2010년 6월부터 2011년 5월까지 총7권으로 완결됐다. 초기 문피아에서 연재를 했다. 장르는 게임 판타지 소설이다.

### 언리미티드 (Unlimited)
문피아에서 연재중이며 2011년에 초기 연재를 시작했다. 현재는 연재를 중단한 상태이다. 장르는 판타지 소설이다.

### 더 마스터(The Master)
2011년 5월에 출간 되어 현재까지 계속 나오고 있는 중이다. 초기 문피아에서 연재를 했으며, 11권으로 완결된 소설이다.

### 더 퍼펙트(The Perfect)
2011년 10월부터 북큐브에서 전자책(E-Book)으로 주 4회간으로 연재되고 있는 작품이다. 현재 E-Book과 종이책(전6권)으로 볼 수 있다.

### 더 소울(The Soul)
2013년 문피아에서 연재되었고, 현재(13년 11월) 문피아 플래티넘 서비스에서 유료 연재 되고 있는 작품이다. 현재(13년 11월) 1,2권이 책으로도 나와 있다.